# Basketball Association of America 1948-1949
La stagione della Basketball Association of America 1948-1949 fu la 3ª della storia. Dalla stagione successiva nascerà la National Basketball Association.
Il campionato terminò con la vittoria dei Minneapolis Lakers, che si imposero in finale per 4-2 sui Washington Capitols.

## Squadre partecipanti
- Baltimore Bullets
- Boston Celtics
- Chicago Stags
- Ft. Wayne Pistons
- Indianapolis Jets
- Minneapolis Lakers

- N.Y. Knicks
- Philad. Warriors
- Prov. Steamrollers
- Rochester Royals
- St. Louis Bombers
- Wash. Capitols

## Classifica finale

### Eastern Division
| Squadra                 | V  | P  | %    | GB |
| ----------------------- | -- | -- | ---- | -- |
| Washington Capitols     | 38 | 22 | 60,9 | -  |
| New York Knicks         | 32 | 28 | 57,8 | 6  |
| Baltimore Bullets       | 29 | 31 | 45,3 | 9  |
| Philadelphia Warriors   | 28 | 32 | 35,5 | 10 |
| Boston Celtics          | 25 | 35 | 30,6 | 13 |
| Providence Steamrollers | 12 | 48 | 17,7 | 26 |

### Western Division
| Squadra              | V  | P  | %    | GB |
| -------------------- | -- | -- | ---- | -- |
| Rochester Royals     | 45 | 15 | 75,0 | -  |
| Minneapolis Lakers C | 44 | 16 | 73,3 | 1  |
| Chicago Stags        | 38 | 22 | 63,3 | 7  |
| St. Louis Bombers    | 29 | 31 | 48,3 | 16 |
| Fort Wayne Pistons   | 22 | 38 | 36,7 | 23 |
| Indianapolis Jets    | 18 | 42 | 30,0 | 27 |

## Vincitore
| Campione BAA 1948-1949         |
| ------------------------------ |
| Minneapolis Lakers (1º titolo) |

## Statistiche
| Categoria | Giocatore    | Squadra            | Stat  |
| --------- | ------------ | ------------------ | ----- |
| Punti     | George Mikan | Minneapolis Lakers | 1.698 |
| Assist    | Bob Davies   | Rochester Royals   | 321   |
| FG%       | Arnie Risen  | Rochester Royals   | 42,3  |
| FT%       | Bob Feerick  | Wash. Capitols     | 85,9  |

## Premi BAA
- All-BAA First Team:
  - George Mikan, Minneapolis Lakers
  - Joe Fulks, Philadelphia Warriors
  - Bob Davies, Rochester Royals
  - Max Zaslofsky, Chicago Stags
  - Jim Pollard, Minneapolis Lakers
- All-BAA Second Team:
  - Arnie Risen, Rochester Royals
  - Bob Feerick, Washington Capitols
  - Bones McKinney, Washington Capitols
  - Kenny Sailors, Providence Steamrollers
  - John Logan, St. Louis Bombers